# Hüttlingen (Turgovia)
Hüttlingen es una comuna suiza del cantón de Turgovia, situada en el distrito de Frauenfeld. Limita al norte con las comunas de Pfyn y Müllheim, al este con Wigoltingen y Amlikon-Bissegg, al sur con Thundorf, y al oeste con Felben-Wellhausen.